# Pierre de Decker
Pierre Jacques François de Decker, belgijski novinar, zgodovinar, politik, poslovnež in akademik, * 1812, Zele, † 4. januar 1891.
Leta 1839 je bil izvoljen v Državni zbor Belgije, leta 1855 pa je bil imenovan za notranjega ministra in predsednika vlade. Leta 1866 je zapustil politiko in vstopil v poslovanje, kjer pa je žalostno propadel.
Bil je član Kraljeve akademije Belgije.

## Dela
- Etudes historiques et critiques sur les monts-de-piété en Belgique (Brussels, 1844)
- De l'influence du libre arbitre de l'homme sur les fails sociaux (1848)
- L'Esprit de parti et l'esprit national (1852)
- Etude politique sur le vicomte Ch. Vilain Xliii (1879)
- Episodes de l'hist. de l'art en Belgique (1883)
- Biograp/zie de H. Conscience (1885)